# Lista orașelor din Surinam
- Aceasta pagină este o listă a orașelor din Surinam.

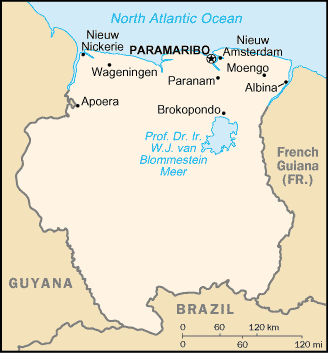
Harta statului Surinam

- Abenaston
- Albina
- Allianc
- Anapaike
- Apetina
- Apoera
- Aurora
- Bakhuis
- Batavia
- Benzdorp
- Bitagron
- Boskamp
- Boto-Pasi
- Brokopondo
- Brownsweg
- Corneliskondre
- Cottica
- Djoemoe
- Friendship
- Goddo
- Groningen
- Jenny
- Kajana
- Kamp 52
- Kwakeogron
- Kwamalasamutu
- Lelydorp
- Lebidoti
- Moengo
- Nieuw Amsterdam
- Nieuw Jacobkondre
- Nieuw Nickerie
- Onverwacht
- Paramaribo
- Paranam
- Pelelu Tepu
- Pokigron
- Pontoetoe
- Sabana
- Totness
- Wageningen
- Wanhatti
- Washoda
- Zanderij